# Station Spikkestad
Station Spikkestad is een spoorwegstation in  Spikkestad in de gemeente Røyken in Viken  in  Noorwegen. Het station ligt aan de Spikkestadlijn. 
Oorspronkelijk lag het station aan Drammensbanen. Sinds de bouw van de Lieråsentunnel en de verlegging van Drammenbanen is Spikkestad het eindstation van de Spikkestadlijn. De spoorlijn tussen Spikkestad en Lier is opgebroken. 